# Puchar Ameryki Północnej w bobslejach 2024/2025
Puchar Ameryki Północnej w bobslejach 2024/2025 – kolejna edycja tej imprezy. Cykl rozpoczął się 22 listopada 2024 r. w kanadyjskim Whistler, a zakończył 27 stycznia 2025 r. w amerykańskim Lake Placid. Zgodnie z regulaminem IBSF wśród rozgrywanych konkurencji znalazły się: monoboby kobiet, dwójki kobiet, dwójki mężczyzn oraz czwórki mężczyzn. Prowadzona była też klasyfikacja kombinacji, która łączy w sobie monoboby i dwójki (kobiety) oraz dwójki i czwórki (mężczyźni).

## Kalendarz Pucharu Ameryki Północnej
| Lp.                                                         | Data                                                        | Miejscowość                                                 | Konkurencja                                                 | 1. miejsce                                                                                      | 2. miejsce | 3. miejsce |
| 2. Mistrzostwa Panamerykańskie w Bobslejach 2025 – Whistler | 2. Mistrzostwa Panamerykańskie w Bobslejach 2025 – Whistler | 2. Mistrzostwa Panamerykańskie w Bobslejach 2025 – Whistler | 2. Mistrzostwa Panamerykańskie w Bobslejach 2025 – Whistler | 2. Mistrzostwa Panamerykańskie w Bobslejach 2025 – Whistler                                     | 2. Mistrzostwa Panamerykańskie w Bobslejach 2025 – Whistler                                                     | 2. Mistrzostwa Panamerykańskie w Bobslejach 2025 – Whistler                                                     |
| ----------------------------------------------------------- | ----------------------------------------------------------- | ----------------------------------------------------------- | ----------------------------------------------------------- | ----------------------------------------------------------------------------------------------- | --- | --- |
| 1.                                                          | 22–26 listopada 2024                                        | Whistler                                                    | Monoboby kobiet (22.11.2024)                                | Bianca Ribi                                                                                     | Erica Voss | Mackenzie Stewart                                                                                               |
| 1.                                                          | 22–26 listopada 2024                                        | Whistler                                                    | Monoboby kobiet (23.11.2024)                                | Erica Voss                                                                                      | Kristen Bujnowski                                                                                               | Bianca Ribi |
| 1.                                                          | 22–26 listopada 2024                                        | Whistler                                                    | Dwójki kobiet (25.11.2024)                                  | Kanada Bianca Ribi · Niamh Haughey                                                              | Kanada Erica Voss · Eden Wilson                                                                                 | Kanada Kristen Bujnowski · Charlotte Ross                                                                       |
| 1.                                                          | 22–26 listopada 2024                                        | Whistler                                                    | Dwójki kobiet (26.11.2024)                                  | Kanada Bianca Ribi · Niamh Haughey                                                              | Kanada Erica Voss · Eden Wilson                                                                                 | Kanada Kristen Bujnowski · Charlotte Ross                                                                       |
| 1.                                                          | 22–26 listopada 2024                                        | Whistler                                                    | Dwójki mężczyzn (22.11.2024)                                | Kanada Taylor Austin · Shane Ohrt                                                               | Stany Zjednoczone Geoffrey Gadbois · Collin Storms                                                              | Kanada Pat Norton · Keaton Bruggeling                                                                           |
| 1.                                                          | 22–26 listopada 2024                                        | Whistler                                                    | Dwójki mężczyzn (23.11.2024)                                | Kanada Taylor Austin · Mark Zanette                                                             | Stany Zjednoczone Geoffrey Gadbois · Boone Niederhofer                                                          | Kanada Jay Dearborn · Kenny-Luketa M'Pindou                                                                     |
| 1.                                                          | 22–26 listopada 2024                                        | Whistler                                                    | Czwórki mężczyzn (25.11.2024)                               | Kanada Taylor Austin · Shane Ohrt · Mark Zanette · Yohan Eskrick-Parkinson                      | Kanada Cyrus Gray · Shaq Murray-Lawrence · Chris Holmstead · Davidson de Souza                                  | Brazylia Edson Luques Bindilatti · Edson Ricardo Martins · Erick Gilson Vianna Jerônimo · Rafael Souza da Silva |
| 1.                                                          | 22–26 listopada 2024                                        | Whistler                                                    | Czwórki mężczyzn (26.11.2024)                               | Kanada Taylor Austin · Shane Ohrt · Mark Zanette · Yohan Eskrick-Parkinson                      | Brazylia Edson Luques Bindilatti · Edson Ricardo Martins · Erick Gilson Vianna Jerônimo · Rafael Souza da Silva | Kanada Jay Dearborn · Kenny-Luketa M'Pindou · Brandon Loewen · Tobi Ade                                         |
| 2.                                                          | 3–7 grudnia 2024                                            | Park City                                                   | Monoboby kobiet (03.12.2024)                                | Kristen Bujnowski                                                                               | Erica Voss | Bianca Ribi |
| 2.                                                          | 3–7 grudnia 2024                                            | Park City                                                   | Monoboby kobiet (04.12.2024)                                | Erica Voss                                                                                      | Kristen Bujnowski                                                                                               | Bianca Ribi |
| 2.                                                          | 3–7 grudnia 2024                                            | Park City                                                   | Dwójki kobiet (06.12.2024)                                  | Kanada Bianca Ribi · Niamh Haughey                                                              | Kanada Kristen Bujnowski · Charlotte Ross                                                                       | Kanada Erica Voss · Eden Wilson                                                                                 |
| 2.                                                          | 3–7 grudnia 2024                                            | Park City                                                   | Dwójki kobiet (07.12.2024)                                  | Kanada Bianca Ribi · Niamh Haughey                                                              | Stany Zjednoczone Lauren Brzozowski · Lolo Jones                                                                | Kanada Kristen Bujnowski · Charlotte Ross                                                                       |
| 2.                                                          | 3–7 grudnia 2024                                            | Park City                                                   | Dwójki mężczyzn (03.12.2024)                                | Stany Zjednoczone Geoffrey Gadbois · Bryce Cheek                                                | Stany Zjednoczone Kristopher Horn · Martin Christofferson                                                       | Kanada Taylor Austin · Shane Ohrt · Kanada Pat Norton · Keaton Bruggeling                                       |
| 2.                                                          | 3–7 grudnia 2024                                            | Park City                                                   | Dwójki mężczyzn (04.12.2024)                                | Stany Zjednoczone Kristopher Horn · Hunter Powell                                               | Stany Zjednoczone Geoffrey Gadbois · Boone Niederhofer                                                          | Kanada Pat Norton · Keaton Bruggeling                                                                           |
| 2.                                                          | 3–7 grudnia 2024                                            | Park City                                                   | Czwórki mężczyzn (06.12.2024)                               | Stany Zjednoczone Kristopher Horn · Hakeem Abdul-Saboor · Hunter Powell · Martin Christofferson | Stany Zjednoczone Geoffrey Gadbois · Adrian Adams · Bryce Cheek · Boone Niederhofer                             | Brazylia Edson Luques Bindilatti · Rafael Souza da Silva · Erick Gilson Vianna Jerônimo · Edson Ricardo Martins |
| 2.                                                          | 3–7 grudnia 2024                                            | Park City                                                   | Czwórki mężczyzn (07.12.2024)                               | Stany Zjednoczone Kristopher Horn · Hakeem Abdul-Saboor · Hunter Powell · Adrian Adams          | Stany Zjednoczone Geoffrey Gadbois · Collin Storms · Bryce Cheek · Boone Niederhofer                            | Brazylia Edson Luques Bindilatti · Rafael Souza da Silva · Erick Gilson Vianna Jerônimo · Edson Ricardo Martins |
| 3.                                                          | 8–12 stycznia 2025                                          | Park City                                                   | Monoboby kobiet (08.01.2025)                                | Kristen Bujnowski                                                                               | Erica Voss | Riley Tejcek |
| 3.                                                          | 8–12 stycznia 2025                                          | Park City                                                   | Monoboby kobiet (09.01.2025)                                | Kristen Bujnowski                                                                               | Erica Voss | Riley Tejcek |
| 3.                                                          | 8–12 stycznia 2025                                          | Park City                                                   | Dwójki kobiet (11.01.2025)                                  | Kanada Kristen Bujnowski · Eden Wilson                                                          | Korea Południowa Kim Yoo-ran · Jeon Eun-ji                                                                      | Stany Zjednoczone Riley Tejcek · Andin Fosam                                                                    |
| 3.                                                          | 8–12 stycznia 2025                                          | Park City                                                   | Dwójki kobiet (12.01.2025)                                  | Korea Południowa Kim Yoo-ran · Jeon Eun-ji                                                      | Kanada Kristen Bujnowski · Charlotte Ross                                                                       | Stany Zjednoczone Riley Tejcek · Andin Fosam                                                                    |
| 3.                                                          | 8–12 stycznia 2025                                          | Park City                                                   | Dwójki mężczyzn (08.01.2025)                                | Stany Zjednoczone Kristopher Horn · Adrian Adams                                                | Stany Zjednoczone Geoffrey Gadbois · Hunter Powell                                                              | Korea Południowa Suk Young-jin · Jung Hyun-woo                                                                  |
| 3.                                                          | 8–12 stycznia 2025                                          | Park City                                                   | Dwójki mężczyzn (09.01.2025)                                | Stany Zjednoczone Kristopher Horn · Seth Baylus                                                 | Stany Zjednoczone Geoffrey Gadbois · Collin Storms                                                              | Korea Południowa Suk Young-jin · Lee Kyung-yeon                                                                 |
| 3.                                                          | 8–12 stycznia 2025                                          | Park City                                                   | Czwórki mężczyzn (11.01.2025)                               | Stany Zjednoczone Kristopher Horn · Adrian Adams · Joshua Williamson · Hunter Powell            | Brazylia Edson Luques Bindilatti · Edson Ricardo Martins · Rafael Souza da Silva · Erick Gilson Vianna Jerônimo | Korea Południowa Suk Young-jin · Lee Kyung-yeon · Park Jong-hee · Jung Hyun-woo                                 |
| 3.                                                          | 8–12 stycznia 2025                                          | Park City                                                   | Czwórki mężczyzn (12.01.2025)                               | Stany Zjednoczone Geoffrey Gadbois · Collin Storms · Bryan Sosoo · Joshua Williamson            | Brazylia Edson Luques Bindilatti · Edson Ricardo Martins · Rafael Souza da Silva · Erick Gilson Vianna Jerônimo | Korea Południowa Suk Young-jin · Lee Kyung-yeon · Park Jong-hee · Jung Hyun-woo                                 |
| 4.                                                          | 23–27 stycznia 2025                                         | Lake Placid                                                 | Monoboby kobiet (23.01.2025)                                | Erica Voss                                                                                      | Kristen Bujnowski                                                                                               | Kim Yoo-ran |
| 4.                                                          | 23–27 stycznia 2025                                         | Lake Placid                                                 | Monoboby kobiet (24.01.2025)                                | Kristen Bujnowski                                                                               | Erica Voss | Kim Yoo-ran |
| 4.                                                          | 23–27 stycznia 2025                                         | Lake Placid                                                 | Dwójki kobiet (26.01.2025)                                  | Korea Południowa Kim Yoo-ran · Jeon Eun-ji                                                      | Kanada Erica Voss · Eden Wilson                                                                                 | Stany Zjednoczone Riley Tejcek · Lauryn Hall                                                                    |
| 4.                                                          | 23–27 stycznia 2025                                         | Lake Placid                                                 | Dwójki kobiet (27.01.2025)                                  | Stany Zjednoczone Riley Tejcek · Jestena Mattson                                                | Korea Południowa Kim Yoo-ran · Jeon Eun-ji                                                                      | Kanada Kristen Bujnowski · Charlotte Ross · Kanada Erica Voss · Eden Wilson                                     |
| 4.                                                          | 23–27 stycznia 2025                                         | Lake Placid                                                 | Dwójki mężczyzn (23.01.2025)                                | Stany Zjednoczone Kristopher Horn · Hakeem Abdul-Saboor                                         | Stany Zjednoczone Geoffrey Gadbois · Bryce Cheek                                                                | Korea Południowa Suk Young-jin · Jung Hyun-woo                                                                  |
| 4.                                                          | 23–27 stycznia 2025                                         | Lake Placid                                                 | Dwójki mężczyzn (24.01.2025)                                | Stany Zjednoczone Geoffrey Gadbois · Martin Christofferson                                      | Stany Zjednoczone Kristopher Horn · Hunter Powell                                                               | Korea Południowa Suk Young-jin · Park Jong-hee                                                                  |
| 4.                                                          | 23–27 stycznia 2025                                         | Lake Placid                                                 | Czwórki mężczyzn (26.01.2025)                               | Stany Zjednoczone Kristopher Horn · Joshua Williamson · Hakeem Abdul-Saboor · Adrian Adams      | Korea Południowa Suk Young-jin · Lee Kyung-yeon · Park Jong-hee · Jung Hyun-woo                                 | Stany Zjednoczone Geoffrey Gadbois · Collin Storms · Bryan Sosoo · Martin Christofferson                        |
| 4.                                                          | 23–27 stycznia 2025                                         | Lake Placid                                                 | Czwórki mężczyzn (27.01.2025)                               | Stany Zjednoczone Kristopher Horn · Joshua Williamson · Adrian Adams · Hunter Powell            | Brazylia Edson Luques Bindilatti · Erick Gilson Vianna Jerônimo · Edson Ricardo Martins · Rafael Souza da Silva | Korea Południowa Suk Young-jin · Lee Kyung-yeon · Park Jong-hee · Jung Hyun-woo                                 |

## Klasyfikacje

### Monoboby kobiet
| Miejsce | Pilotka           | WHI | WHI | PCI | PCI | PCI | PCI | LPD | LPD | Punkty |
| ------- | ----------------- | --- | --- | --- | --- | --- | --- | --- | --- | ------ |
| 1.      | Erica Voss        | 2   | 1   | 2   | 1   | 2   | 2   | 1   | 2   | 910    |
| 2.      | Kristen Bujnowski | DSQ | 2   | 1   | 2   | 1   | 1   | 2   | 1   | 810    |
| 3.      | Riley Tejcek      | 4   | 6   | 6   | 6   | 3   | 3   | 4   | 4   | 756    |
| 4.      | Agnese Campeol    | 7   | 9   | 11  | 10  | 7   | 8   | 7   | 7   | 632    |
| 5.      | Amēlija Kotāne    | 6   | DNS | 8   | 8   | 6   | 6   | 6   | 6   | 600    |
| 6.      | Adanna Johnson    | 8   | 8   | 15  | 15  | 8   | 7   | 8   | 8   | 588    |
| 7.      | Bianca Ribi       | 1   | 3   | 3   | 3   | —   | —   | —   | —   | 426    |
| 8.      | Kim Yoo-ran       | —   | —   | —   | —   | 4   | 4   | 3   | 3   | 396    |
| 9.      | Mackenzie Stewart | 3   | 5   | 5   | 5   | —   | —   | —   | —   | 378    |
| 10.     | Lin Sin-rong      | —   | —   | 7   | 7   | DNS | DSQ | 5   | 5   | 352    |
|         |                   |     |     |     |     |     |     |     |     |        |
| 16.     | Nicole Magaj      | —   | —   | 10  | 13  | —   | —   | —   | —   | 132    |

### Dwójki kobiet
| Miejsce | Pilotka           | WHI | WHI | PCI | PCI | PCI | PCI | LPD | LPD | Punkty |
| ------- | ----------------- | --- | --- | --- | --- | --- | --- | --- | --- | ------ |
| 1.      | Kristen Bujnowski | 3   | 3   | 2   | 3   | 1   | 2   | 5   | 3   | 840    |
| 2.      | Riley Tejcek      | 5   | 5   | 6   | DNS | 3   | 3   | 3   | 1   | 698    |
| 3.      | Agnese Campeol    | 6   | 6   | 9   | 7   | 4   | 6   | 8   | 8   | 680    |
| 4.      | Erica Voss        | 2   | 2   | 3   | 9   | DNS | DNS | 2   | 3   | 610    |
| 5.      | Lin Sin-rong      | —   | —   | 7   | 5   | 7   | 4   | 6   | 6   | 532    |
| 6.      | Adanna Johnson    | —   | —   | 10  | 8   | 5   | 5   | 7   | 7   | 504    |
| 7.      | Bianca Ribi       | 1   | 1   | 1   | 1   | —   | —   | —   | —   | 480    |
| 8.      | Kim Yoo-ran       | —   | —   | —   | —   | 2   | 1   | 1   | 2   | 460    |
| 9.      | Lauren Brzozowski | DSQ | DSQ | 4   | 2   | —   | —   | 4   | 5   | 394    |
| 10.     | Mackenzie Stewart | 4   | 4   | 4   | 4   | —   | —   | —   | —   | 384    |

### Kombinacja kobiet
| Miejsce | Pilotka           | Punkty |
| ------- | ----------------- | ------ |
| 1.      | Kristen Bujnowski | 1650   |
| 2.      | Erica Voss        | 1520   |
| 3.      | Riley Tejcek      | 1454   |
| 4.      | Agnese Campeol    | 1312   |
| 5.      | Adanna Johnson    | 1092   |
| 6.      | Bianca Ribi       | 906    |
| 7.      | Lin Sin-rong      | 884    |
| 8.      | Kim Yoo-ran       | 856    |
| 9.      | Mackenzie Stewart | 762    |
| 10.     | Lauren Brzozowski | 682    |

### Dwójki mężczyzn
| Miejsce | Pilot                       | WHI | WHI | PCI | PCI | PCI | PCI | LPD | LPD | Punkty |
| ------- | --------------------------- | --- | --- | --- | --- | --- | --- | --- | --- | ------ |
| 1.      | Geoffrey Gadbois            | 2   | 2   | 1   | 2   | 2   | 2   | 2   | 1   | 900    |
| 2.      | Kristopher Horn             | 4   | 9   | 2   | 1   | 1   | 1   | 1   | 2   | 872    |
| 3.      | Edson Luques Bindilatti     | 9   | 6   | 7   | 8   | 5   | 4   | 4   | 4   | 708    |
| 4.      | Adam Edelman                | 7   | 5   | 10  | 6   | 4   | 5   | 6   | 5   | 704    |
| 5.      | Cyrus Gray                  | 5   | 7   | 6   | 7   | 9   | 9   | 8   | 8   | 660    |
| 6.      | Grady Mercer                | 8   | 8   | 8   | 9   | 8   | 7   | 9   | 7   | 640    |
| 7.      | Jay Dearborn                | 6   | 3   | 9   | 10  | 6   | 13  | 5   | DNF | 578    |
| 8.      | Cam Scott                   | 10  | 10  | 18  | 11  | 10  | 8   | 11  | 11  | 540    |
| 9.      | Shane Pitter                | 13  | DSQ | 13  | 14  | 6   | 6   | 10  | 10  | 496    |
| 10.     | Gustavo dos Santos Ferreira | 14  | 11  | 12  | 13  | 12  | 15  | 13  | 12  | 488    |

### Czwórki mężczyzn
| Miejsce | Pilot                   | WHI | WHI | PCI | PCI | PCI | PCI | LPD | LPD | Punkty |
| ------- | ----------------------- | --- | --- | --- | --- | --- | --- | --- | --- | ------ |
| 1.      | Edson Luques Bindilatti | 3   | 2   | 3   | 3   | 2   | 2   | 4   | 2   | 842    |
| 2.      | Jay Dearborn            | 5   | 3   | 7   | 6   | 4   | 5   | 5   | 5   | 738    |
| 3.      | Kristopher Horn         | —   | —   | 1   | 1   | 1   | 4   | 1   | 1   | 696    |
| 4.      | Geoffrey Gadbois        | —   | —   | 2   | 2   | 5   | 1   | 3   | 4   | 630    |
| 5.      | Cyrus Gray              | 2   | 5   | 4   | 7   | 6   | 6   | DNF | DNS | 558    |
| 6.      | Grady Mercer            | 6   | 4   | 8   | 9   | 8   | DNS | 7   | DNF | 504    |
| 7.      | Cam Scott               | 8   | 6   | 10  | 10  | DNS | 7   | DNS | 9   | 472    |
| 8.      | Suk Young-jin           | —   | —   | —   | —   | 3   | 3   | 2   | 3   | 416    |
| 9.      | Shane Fisher            | —   | —   | 9   | 8   | 7   | DNS | 6   | 6   | 416    |
| 10.     | Rhys Peters             | 9   | DNS | 12  | 12  | 12  | 10  | 10  | DNS | 412    |

### Kombinacja mężczyzn
| Miejsce | Pilot                   | Punkty |
| ------- | ----------------------- | ------ |
| 1.      | Kristopher Horn         | 1568   |
| 2.      | Edson Luques Bindilatti | 1550   |
| 3.      | Geoffrey Gadbois        | 1530   |
| 4.      | Jay Dearborn            | 1316   |
| 5.      | Cyrus Gray              | 1218   |
| 6.      | Grady Mercer            | 1144   |
| 7.      | Cam Scott               | 1012   |
| 8.      | Adam Edelman            | 1004   |
| 9.      | Suk Young-jin           | 824    |
| 10.     | Shane Fisher            | 820    |